# Fikret Mujkić

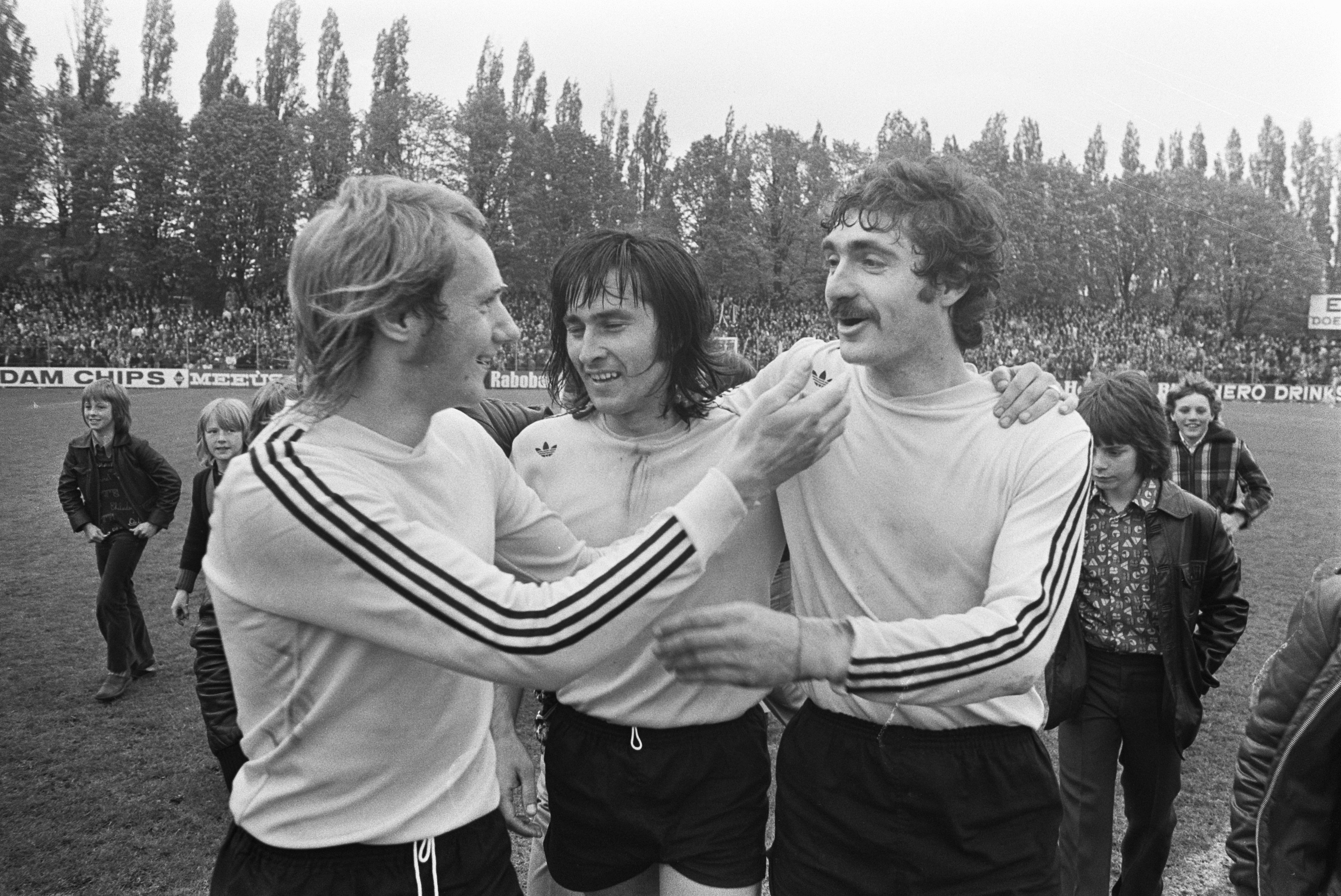
Fikret Mujkic (midden) in het shirt van NAC in 1975

Fikret "Pike" Mujkić (Sarajevo, 13 mei 1949) is een voormalig Joegoslavisch profvoetballer die onder meer speelde voor Dinamo Zagreb, NAC en Panathinaikos.
Mujkić brak door bij FK Željezničar uit zijn geboorteplaats Sarajevo, waar hij in 1966 zijn debuut maakte in de hoogste klasse van Joegoslavië. In 1971 stapte de aanvaller over naar Dinamo Zagreb, waarvoor hij ruim drie en een half jaar uitkwam. 
Halverwege het seizoen 1974-1975 vertrok hij naar NAC. Bij de Bredase club had Mujkić met 7 treffers in 14 wedstrijden een belangrijk aandeel in de succesvolle strijd tegen degradatie. In de zomer van 1975 werd hij ingelijfd door de Griekse topclub Panathinaikos. Na één seizoen in Griekenland keerde Mujkić weer terug naar zijn oude club FK Željezničar, waarmee hij in 1977 degradeerde uit de Prva Liga. Een jaar later zette hij een punt achter zijn professionele voetballoopbaan. In het seizoen 1980/81 maakte hij een korte rentree bij NK Bosna Visoko.
Mujkić kwam vijf keer uit voor het Joegoslavisch voetbalelftal waarin hij één keer doel trof.  